# Paul Robert Ignatius
Paul Robert Ignatius (Glendale, 11 novembre 1920) è un politico e militare statunitense.

## Biografia
Fu l'undicesimo segretario della marina statunitense (United States Department of Defense) sotto il presidente degli Stati Uniti d'America Lyndon B. Johnson.
Figlio di armeni che emigrarono in cerca di fortuna, ha fondato la Harbridge House, Inc, suo figlio David Ignatius (nato il 26 maggio 1950), è diventato un giornalista e collabora con il The Washington Post.
Partecipò alla seconda guerra mondiale.

## Riconoscimenti
L'university of Southern California gli ha consegnato il Bachelor per i suoi meriti.